# Lepieszówka (stacja kolejowa)
Lepieszówka (ukr. Лепесівка, ros. Лепесовка) – stacja kolejowa w miejscowości Jampol, w rejonie szepetowskim, w obwodzie chmielnickim, na Ukrainie. Położona jest na linii Szepetówka – Tarnopol.